# Wilhelm Bornemann (Schriftsteller)

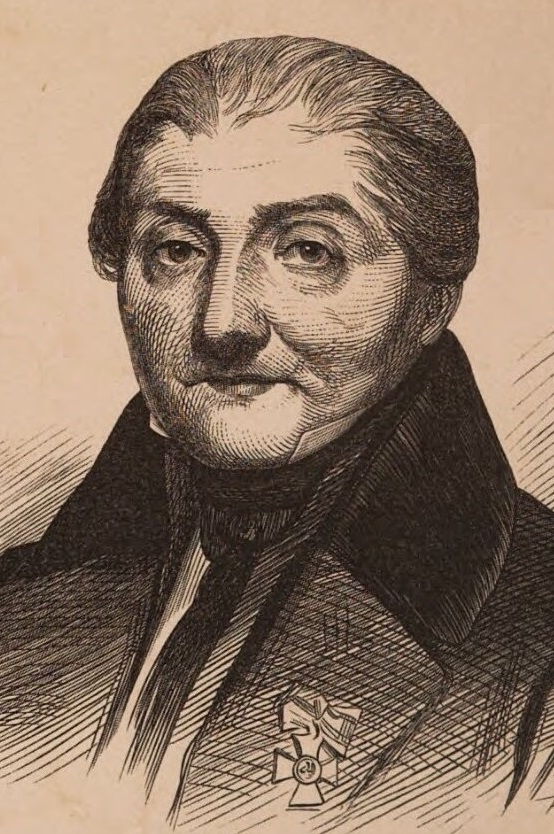
Wilhelm Bornemann

Johann Wilhelm Jakob Bornemann (* 2. Februar 1766 oder 1767 in Gardelegen; † 23. Mai 1851 in Berlin) war ein deutscher Schriftsteller und Direktor der Königlich Preußischen Staatslotterie.

## Leben und Werk
Wilhelm Bornemann wurde in Gardelegen geboren, lebte später in Berlin-Wedding und war Generaldirektor der Preußischen Lotterie. Er ist der Nachwelt vor allem als Autor im Gedächtnis geblieben. Daneben war Bornemann auch Turner und Sänger in der Sing-Akademie zu Berlin. Er ist bekannt als Verfasser des Liedes Im Wald und auf der Heide (allerdings damals mit dem Liedanfang „In grünbelaubter Heide, da such’ ich meine Freude...“).
Als Poet zählt er zu den ersten Autoren der neuniederdeutschen (plattdeutschen) Dichtung, wobei er in der nordmärkischen Varietät der Altmark schrieb und diese damit erstmals dokumentierte. Einer der Schwerpunkte seiner frühen Gedichte (Bornemann 1810) sind neben dem Thema der Jagd auch Hochzeits- und Verlobungsgedichte, womit er teilweise in der Tradition der barockzeitlichen Gelegenheitsgedichte steht, die eine der wenigen produktiven Bereiche niederdeutscher Literatur nach Niedergang des Mittelniederdeutschen darstellten. Hanns H. F. Schmidt urteilte 1988 (1999) „[s]ein Publikum war die große, vergnügliche Familie Biedermeier, sie las gern Harmlos-Schwankhaftes, viele Verse auf den Sauerkohl und die Schönheit aller Jahreszeiten. Das gekünstelt-volkstümliche Wesen von Bornemanns Gedichten hatten schon bald nach dem ersten Erscheinen Sammler ursprünglicher Volksdichtung wie die Brüder Grimm kritisch angemerkt.“
In Gardelegen trägt ihm zur Ehre eine Straße den Namen Bornemann, in Lindenthal liegt der Bornemannstein und auch in Berlin gibt es eine Bornemannstraße. Sein Sohn war der spätere preußische Justizminister Friedrich Wilhelm Ludwig Bornemann.